# Vital Alsar
Vital Alsar Ramírez, född 7 augusti 1933 i Santander, Kantabrien, Spanien, död 15 september 2020 i Acapulco de Juárez, Mexiko, var en spansk äventyrare.

## Biografi
Vital Alsars hela liv var knutet till naturen och havet. Han blev handelsprofessor, även om han aldrig arbetade som sådan. Han bodde i Acapulco de Juárez, Mexiko.
Under sin militärtjänstgöring i Marocko läste han en bok om Kon-Tiki, den expedition som Thor Heyerdahl gjorde på en flotte över Stilla havet, en segling på 3 770 nautiska mil (6 982 km), och det var denna läsning som väckte hans intresse för att imitera bedriften flera år senare i Montreal.
När Alsar var tjugo år gammal lämnade han Spanien för att söka arbete. Han kom till Frankrike där han stannade i mer än tre år och arbetade inom olika yrken. Därifrån begav han sig till Stuttgart och Hamburg, där han bodde och arbetade i flera år. I Tyskland började hans gamla idé att mogna, att korsa Stilla havet på en flotte. I Kanada träffade han Marc Modena, som skulle bli hans reskamrat.

## Expeditioner

### Ecuador-Australien,La Pacífica
Alsars första äventyr tog form 1966 med alla hans besparingar och påbörjades en dag efter att han gift sig med Denise. Med en enkel flotte "La Pacifica", hade han för avsikt att täcka rutten mellan Ecuador och Australien (två gånger så långt som Kon-Tiki). Expeditionen blev ett allvarligt misslyckande på grund av att skeppsmaskar hade angripit flotten. Efter 143 dagars navigering sjönk flotten och Alsar räddades lyckligtvis av ett tyskt fraktfartyg.

### Ecuador-Australien,La Balsa
Ett andra försök 1970, på en ny flotte La Balsa, slutade dock med att denna anlände till den australiska hamnen Moololaba efter att ha korsat Stilla havet. Det var resultatet av en 161 dagars resa och 8 565 sjömils navigering. Trots att framgången tillskrevs slumpen utmanade Vital Alsar alla medier, tidningar och press i Australien och sa: "Jag kommer att återvända med en flotte". (Löftet infriades i hans nästa expedition, kallad Las Balsas. Vilket visade att det inte var en slump att anlända till Australien).
Besättning och nationaliteter på La Balsa:
- Vital Alsar, kapten och ledare för expeditionen Spanien.
- Marc Modena, Frankrike.
- Norman Tetreault, Kanada.
- Gabriel Salas, Chile.

### Ecuador–Australien,Las Balsas
Alsar upprepade bedriften tre år senare. I detta tredje försök var det inte en ensam flotte, utan tre flottar (Guayaquil, Aztlán och Moolooaba), som utgick den 27 maj 1973 från Guayaquil, Ecuador och nådde kusterna vid Ballina i Australien den 21 november 1973 efter 179 dagars segling. Med en sträcka på 14 000 km (9000 miles) registrerades den längsta seglingen på flottar. Med denna milstolpe bekräftade Alsar att det är möjligt att sjöfarare från Sydamerika befolkade Polynesien och till och med Australien för tusentals år sedan.

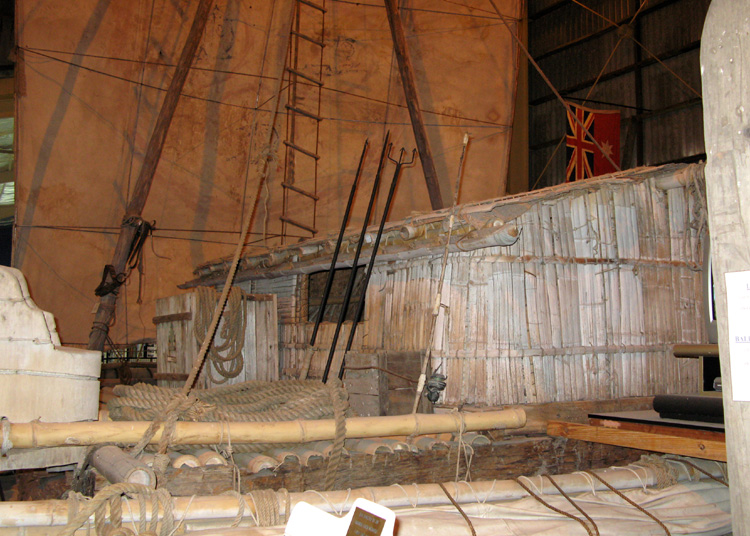
En av flottarna finns utställd på Ballina Naval and Maritime Museum, Ballina, New South Wales.

Besättningen bestod av sju nationaliteter:
- Vital Alsar, kapten på Guayaquil och ledare för expeditionen, Spanien.
- Marc Modena, kapten på Mooloolaba, Frankrike.
- Jorge Ramírez Borboa, kapten på Aztlán, Mexiko.
- Fernand Robichaud, Kanada.
- Greg Holden, Kanada.
- Gaston Colin, Kanada.
- Tom McCormick, Förenta staterna.
- Tom Ward, Förenta staterna.
- Mike Fitzgibbons, Förenta staterna.
- Hugo Becerra, Chile (Becerra stannade i Australien).
- Gabriel Salas, Chile
- Aníbal Guevara, Ecuador.

Med undantag för kaptenerna bytte med jämna mellanrum de återstående nio besättningsmedlemmarna med varandra på flottarna.

### Mexiko-Spanien-Mexiko,Mar, Hombre y Paz

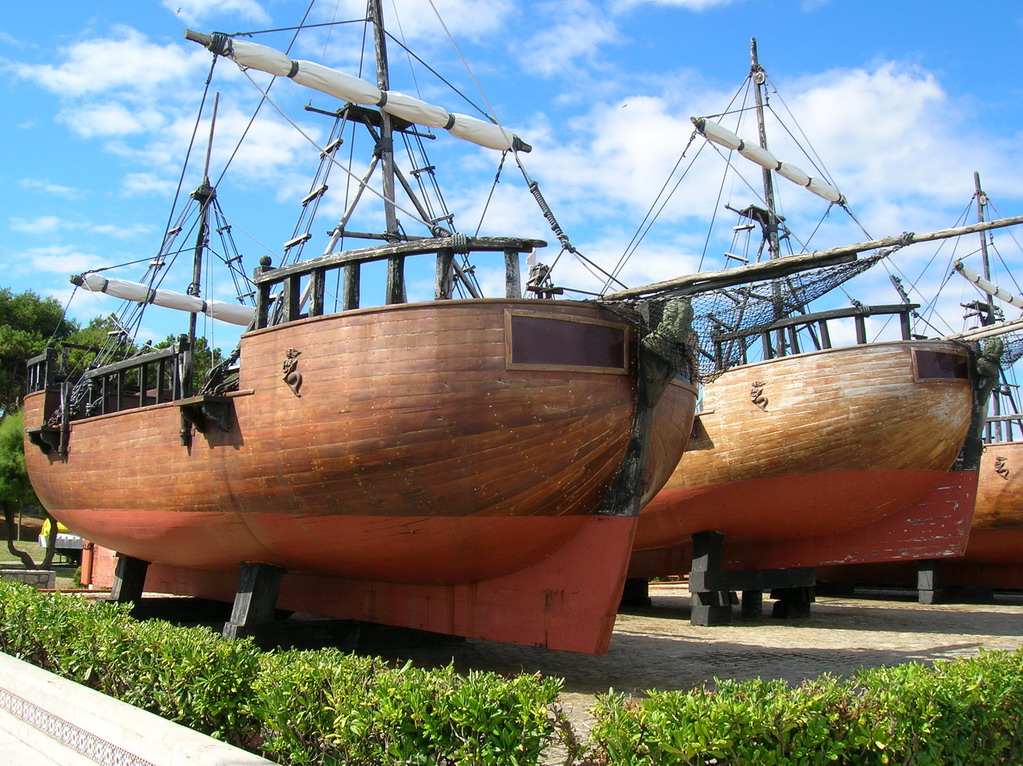
Galeoner som användes av Vital Alsar, på Península de la Magdalena, i Santander.

Redan 1978, efter att Alsar seglade med tre bräckliga galjoner från hamnen i Tampico till Santander, fick han idén att fortsätta ”efter de stora sjöfararnas stjärna” (Tras la Estrella de los Grandes Navegantes) och bygga ett fartyg som skulle vara en exakt kopia av Columbus skepp: Santa María. Det skulle använda det namn som skeppet först hade haft och därför skulle projektet nu heta Marigalante.
Så föddes 1980 projektet "Hav, människa och fred" där han tog den "vita trasan" runt om i världen, ombord på "La Marigalante".
Skeppet byggdes i hamnen i Alvarado, Veracruz, i Mexiko, under överinseende av skeppsbyggaren Oscar Camarero.
Ett av de mest betydelsefulla och symboliska ögonblicken under denna expedition av Vital Alsar var återlämnandet av fartyget till don Juan de la Cosa, den ursprungliga ägaren av fartyget och förste styrman till Columbus, och uppfylla löftet om den betalning som Columbus lovade den första sjöman som siktade land, vilken var Rodrigo de Triana. Fartyget avseglade från Veracruz i Mexiko i september 1987 och anlände till hamnen i Santoña i Kantabrien, där Juan de la Cosa var född.
Andra händelser som firades av skeppet Marigalante, var firandet av en årsdag av staden Kantabrien, firandet av 500-årsdagen av upptäckten av Amerika, och att föra sand från Nya världen till ett monument i Kantabrien och fira de bilaterala relationerna med Mexiko och Japan.

## Sista expeditionen: Zamná
Cozumel (Mexiko)–Grekland–Mexiko: Vitals sista expedition gjordes 2009–2010 ombord på en imponerande trätrimaran  byggd i Puerto de Alvarado  vid namn Zamná,  kunskapsguden Maya. Projektet döptes till El Niño, La Mar y La Paz och bestod av vänortssamverkan mellan de två äldsta av världens civilisationer, Maya och den grekiska kulturen, representerade av budskapet om fred som förmedlades av en mayapojke, som tillsammans med sin far och tolv andra besättningsmedlemmar turnerade i olika länder med budskap om fred. Detta projekt sponsrades av affärsmannen Manuel Díaz Rubio Yucatán, och samarbetade med flera institutioner och Rotary Club.

## Pris och utmärkelser
Vital Alsar fick flera utmärkelser för sin färd, däribland en från Sociedad Geográfica Española, och Adena Internacional, Sociedad Protectora de la Naturaleza. Den senare, representerad av en Delfín de Oro av Salvador Dalí, delade han med Philippe Cousteau.
År 2021 tilldelades han postumt Cross del Civil Merit av Spaniens regering för att ha varit "en exemplarisk medborgare som bar namnet på sitt land över hela världen.